# Tosevskiana
Tosevskiana är ett släkte av skalbaggar. Tosevskiana ingår i familjen Melolonthidae.
Kladogram enligt Catalogue of Life:
| Tosevskiana | \| \| Tosevskiana inexpectata \| \| \| \| \| \| Tosevskiana machackovae \| \| \| \| \| \| Tosevskiana sithoniensis \| \| \| \| |
|             | \| \| Tosevskiana inexpectata \| \| \| \| \| \| Tosevskiana machackovae \| \| \| \| \| \| Tosevskiana sithoniensis \| \| \| \| |
|             | Tosevskiana inexpectata |
|             | |
|             | Tosevskiana machackovae |
|             | |
|             | Tosevskiana sithoniensis |
|             | |